# گذرنامه لیتوانیایی
گذرنامهٔ لیتوانیایی یک مدرک سفر بین‌المللی است که توسط کشور لیتوانی صادر می‌شود و بنا بر داده‌های سال ۲۰۲۳، دارندگان آن می‌توانستند به ۱۸۵ کشور دیگر بدون دریافت ویزا سفر کنند یا ویزا را در بدو ورود دریافت نمایند. این گذرنامه بر اساس رتبه‌بندی شاخص گذرنامهٔ هنلی در سال ۲۰۲۳ در رتبهٔ ۸ قرار داشت.